# Saint-Sauveur-la-Sagne
Saint-Sauveur-la-Sagne är en kommun i departementet Puy-de-Dôme i regionen Auvergne-Rhône-Alpes i centrala Frankrike. Kommunen ligger i kantonen Arlanc som tillhör arrondissementet Ambert. År 2022 hade Saint-Sauveur-la-Sagne 83 invånare.

## Befolkningsutveckling
Antalet invånare i kommunen Saint-Sauveur-la-Sagne
| Referens: INSEE |